# Pierre-Joseph van Beneden
Pierre-Joseph van Beneden, född 19 december 1809 i Mechelen, död 8 januari 1894 i Leuven, var en belgisk zoolog och paleontolog. Han var far till Édouard van Beneden.
Beneden blev 1836 professor vid universitetet i Leuven och innehade där ända till sin död lärostolen i zoologi och jämförande anatomi. Han blev 1842 ledamot av belgiska vetenskapsakademien, 1860 direktör för dess naturvetenskapliga klass och 1881 akademiens president. Han var dessutom ledamot av Royal Society, Institut de France och andra lärda samfund, från 1884 av Vetenskapsakademien i Stockholm. Han ägnade sig framgångsrikt åt forskning rörande de lägre djuren, parasitförhållandena, blåsmaskens utveckling och havsfaunan.